# パンチョ・ビラ
パンチョ・ビラ（パンチョ・ヴィラ）とは、カクテルの1種であり、ショートドリンク（ショートカクテル）に分類される。

このカクテルの特徴として、シェーカーに入れる氷のサイズが、通常と比べて非常に小さいことが挙げられる。このため、通常のサイズの氷を入れたシェーカーでシェークするよりも、材料の冷却はスムーズになる反面、氷の融ける量が多く、結果、やや水っぽい仕上がりとなる

。
しかし、多く氷が融ける分だけ、冷水を加えたカクテルと考えることもできる。

## 標準的なレシピ
- ラム ： ドライ・ジン ： アプリコット・ブランデー ＝ 1：1：1
- チェリー・ブランデー ＝ 1tsp
- パイナップル・ジュース ＝ 1tsp

### 作り方
ラム、ドライ・ジン、アプリコット・ブランデー、チェリー・ブランデー、パイナップルジュースを、シェーブド・アイス（削った氷）を入れたシェーカーを使ってシェークし、大型のカクテル・グラス（容量120ml程度）に注げば完成である。

### 備考
- シェーブド・アイス（削り氷）の代わりに、クラッシュド・アイス（砕氷）を用いても良い。
- シェーブド・アイスなどをシェークの時に使っている関係で、どうしてもカクテル完成時の分量が多くなってしまうため、大型のカクテル・グラスが指定されているが、これはソーサー型のシャンパン・グラス（容量120ml程度）で代用しても構わない。

## 主な参考文献
- 稲 保幸 『カクテル・レシピ1000』 日東書院 2005年7月10日発行 ISBN 4-528-01412-2